# Jean Beausejour
Jean André Emanuel Beausejour Coliqueo (ur. 1 czerwca 1984 w Santiago) – piłkarz chilijski pochodzenia haitańskiego grający na pozycji lewego obrońcy lub lewego pomocnika.

## Kariera klubowa
Ojciec Jeana pochodzi z Haiti, a matka jest rodowitą Chilijką. Karierę piłkarską Beausejour rozpoczął w klubie Universidad Católica ze stolicy kraju Santiago. W 2002 roku zadebiutował w jego barwach w chilijskiej Primera División, ale początkowo nie przebił się do składu i w 2003 roku został wypożyczony do Universidad Concepción. W 2004 roku powrócił do Universidad Católica.
W 2005 roku Beausejour został piłkarzem Servette FC. 15 sierpnia 2004 zadebiutował w Swiss Super League w przegranym 0:3 wyjazdowym meczu z Neuchâtel Xamax. W Servette grał przez pół roku i w 2005 roku odszedł do Grêmio Porto Alegre. Grał w Série B, ale na koniec roku wywalczył z Grêmio awans do Série A. W 2006 roku został zawodnikiem KAA Gent, ale nie zaliczył w nim debiutu w pierwszej lidze Belgii.
W 2008 roku Beausejour wrócił do Chile i do końca grał w CD O’Higgins z miasta Rancagua. W 2009 roku odszedł do Amériki Meksyk. 18 stycznia 2009 rozegrał w niej swoje pierwsze spotkanie, wygrane 2:1 na wyjeździe z Santosem Laguna Torreón.
31 sierpnia 2010 podpisał trzyletni kontrakt z Birmingham City.
25 stycznia 2012 roku podpisał 2,5 letni kontrakt z Wigan Athletic.
| Sezon   | Klub                   | Kraj       | Rozgrywki        | Mecze | Bramki |
| ------- | ---------------------- | ---------- | ---------------- | ----- | ------ |
| 2002    | Universidad Católica   | Chile      | Primera División | 1     | 0      |
| 2003    | Universidad Concepción | Chile      | Primera División | 30    | 3      |
| 2004    | Universidad Católica   | Chile      | Primera División | 15    | 3      |
| 2004/05 | Servette FC            | Szwajcaria | Super League     | 11    | 1      |
| 2005    | Grêmio Porto Alegre    | Brazylia   | Série B          | ?     | ?      |
| 2006    | Grêmio Porto Alegre    | Brazylia   | Série A          | ?     | ?      |
| 2006/07 | KAA Gent               | Belgia     | Eerste Klasse    | 0     | 0      |
| 2007    | Cobreloa               | Chile      | Primera División | 19    | 0      |
| 2008    | CD O’Higgins           | Chile      | Primera División | 29    | 12     |
| 2008/09 | Club América           | Meksyk     | Primera División | 17    | 0      |
| 2009/10 | Club América           | Meksyk     | Primera División | 24    | 2      |
| 2010/11 | Club América           | Meksyk     | Primera División | 2     | 0      |
| 2010/11 | Birmingham City        | Anglia     | Premier League   | 17    | 2      |
| 2011/12 | Birmingham City        | Anglia     | Championship     | 22    | 1      |
| 2011/12 | Wigan Athletic         | Anglia     | Premier League   | 16    | 0      |
| 2012/13 | Wigan Athletic         | Anglia     | Premier League   | 34    | 1      |
| 2013/14 | Wigan Athletic         | Anglia     | Championship     | 33    | 2      |
| 2014/15 | CSD Colo-Colo          | Chile      | Primera División | 29    | 4      |
| 2015/16 | CSD Colo-Colo          | Chile      | Primera División | 25    | 3      |

## Kariera reprezentacyjna
W reprezentacji Chile Beausejour zadebiutował 18 lutego 2004 roku w zremisowanym 1:1 towarzyskim spotkaniu z Meksykiem. W 2009 roku awansował z Chile na mistrzostwa świata w RPA. Został powołany również na mistrzostwa świata w Brazylii.